# Клестов, Алексей Анатольевич
Алексей Анатольевич Клестов (27 августа 1974, Ярославль, СССР) — российский футболист, играл на позиции защитника.

## Карьера
Воспитанник СДЮСШОР «Ярославец» (Ярославль). Профессиональную карьеру начинал в 1992 году в «Шиннике», однако в том сезоне матчей не провёл, в 1993 году сыграл 1 матч за клуб, а в 1994 году выступал за ярославский «Нефтяник». В Нефтянике провёл хороший сезон, играл в основном составе и был на первых ролях. В 1995 году вернулся в «Шинник», в составе которого в 1996 году добился права выступать в высшем дивизионе. Дебютировал в высшем российском эшелоне 17 марта 1997 года в домашнем матче 1-го тура против московского «Торпедо», отыграв 90 минут. В 1998 году перешёл в «Тюмень». В 1999 году начинал в смоленском «Кристалле», но сезон доигрывал в ставропольском «Динамо». В 2002 году перешёл в «Спартак» Луховицы, в котором в 2004 году завершил профессиональную карьеру. Далее играл в любительских клубах и в мини-футбольном клубе «Подводник».

## Достижения
«Шинник»
- 2-е место в Первой лиге (выход в высшую лигу): 1996